# Гряда (астрогеологія)

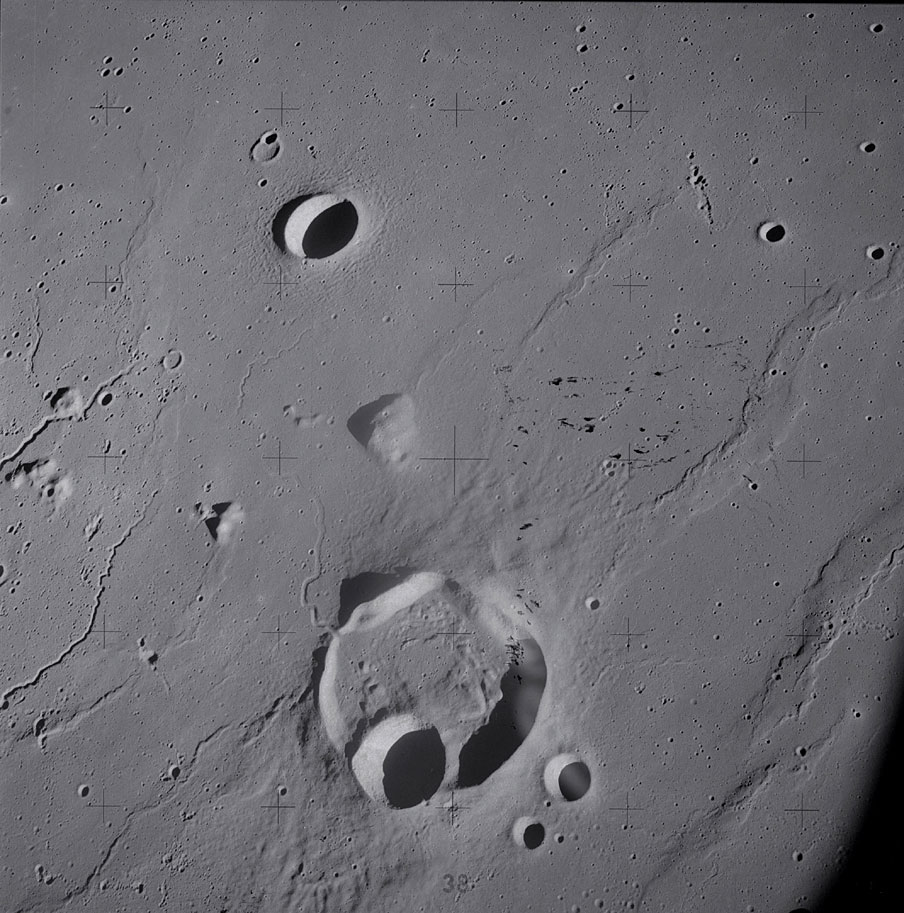
Місячний кратер Кріґер та його околиці, на яких видно гряди («вени») на території місячного моря, що оточує кратер, а також звивисті борозни вздовж його лівого краю.

Гряда, або dorsum (англ. wrinkle ridge) — це різновид форми рельєфу, дуже поширений у місячних морях. Ці форми рельєфу є низькими, звивистими кряжами, сформованими на поверхні морів, які можуть простягатися навіть на декілька сотень кілометрів. Гряди є тектонічними формами рельєфу, що сформувалися після того, як базальтова лава охолола та стиснулася. Вони часто окреслюють кільцеві структури, поховані під поверхнею таких морів, відповідають круговим формам, що обводять самі моря, а також проходять через вершини гір, що випинаються з-під поверхні. Іноді їх ще називають венами через їхній вигляд — наче вени, що випинаються з-під шкіри. Такі «вени» можна виявити поблизу кратерів.
Українському терміну «гряда» відповідає міжнародний офіційний латинський термін dorsum (dorsa у множині). Стандартна номенклатура Міжнародного астрономічного союзу для ідентифікації гряд на Місяці використовує імена видатних людей. Наприклад, Dorsa Burnet названа на честь Томаса Бернета, тоді як Dorsum Owen названа на честь Джорджа Оуена Генліського.
Такі гряди можна також виявити на Марсі, наприклад, на рівнині Chryse Planitia, а також — на декількох астероїдах, на яких побували земні космічні апарати. Їх також виявляли на Меркурії та декількох супутниках Юпітера та Сатурна.